# Onthophagus spinifex
Onthophagus spinifex là một loài bọ cánh cứng trong họ Bọ hung (Scarabaeidae).